# Islamische Dawa-Partei
Die Islamische Dawa- oder Daawa-Partei (arabisch حزب الدعوة الاسلامية Hizb ad-Daʿwa al-islāmiyya, DMG Ḥizb ad-Daʿwa al-islāmiyya; man kann den Namen mit „Islamische Mission“ übersetzen, siehe Daʿwa) ist eine der großen schiitischen Parteien im Irak.
Bei den Parlamentswahlen vom 30. Januar 2005 schloss sie sich gemeinsam mit anderen, überwiegend schiitischen Parteien, der Vereinigten Irakischen Allianz an. Vorsitzender der Partei ist der Arzt Ibrahim al-Dschafari. Trotz ihrer schiitischen Ausrichtung hat die Dawa-Partei auch sunnitische Mitglieder.

## Geschichte

### Gründung und Ideologie
Als älteste schiitische Bewegung im Irak wurde die Partei 1957 gegründet, wobei der 1980 unter Saddam Hussein ermordete einflussreiche Großajatollah Mohammed Baqir as-Sadr, der Onkel von Muqtada as-Sadr, eine wichtige Rolle spielte. Einige Stimmen sehen in Baqir as-Sadr den eigentlichen Parteigründer. Andere vermuten es nur. Die Partei wurde nach dem Muster einer Kaderpartei streng hierarchisch organisiert.
1959 veröffentlichte Baqir as-Sadr mit der Denkschrift Unsere Philosophie detaillierte theoretische Grundlagen für einen schiitischen Gottesstaat. 1961 legte der führende Parteigründer Mohammed Baqir as-Sadr sein Hauptwerk „Unsere Wirtschaft“ mit Ansätzen einer islamischen Wirtschaftsordnung vor. Er kritisierte darin den westlichen Sozialismus und Kapitalismus und forderte letztendlich den religiösen Staat, der auf Grundlage der islamischen Rechtsordnung Scharia die Fäden seiner Wirtschaft in den Händen hält. Die Partei profitierte vom Widerstand der Bevölkerung gegen die moderne Gesetzgebung der damaligen irakischen Regierung, welche unter anderem eine weitgehende Emanzipation der Frau vorsah.

### Unterstützung durch den Iran
Für seine damals verbotene Islamische Dawa-Partei, die mit Waffengewalt gegen den Diktator Saddam Hussein kämpfte, erhielt Mohammed Baqir as-Sadr unverhüllte materielle, militärische und propagandistische Hilfe aus dem Iran. In einem offenen Telegramm forderte ihn Ajatollah Khomeini auf, den Irak nicht zu verlassen, da er dort die islamische Revolution zu führen habe und sein Land von der ungläubigen Baath-Partei befreien müsse. So unterstützte die Dawa-Partei die Islamische Revolution im Iran und wurde im Gegenzug von der iranischen Regierung gefördert.
Nachdem Khomeini kein eigenes Konzept einer religiösen staatlich kontrollierten Wirtschaft entwickelt hatte, griff er direkt auf Ideen aus Mohammed Baqir as-Sadr Buch „Unsere Wirtschaft“ zurück. Nachdem sich rasch die Schwächen eines solchen Systems offenbarten, stellte noch Khomeini selbst 1988 die Weichen auf eine ansatzweise privatwirtschaftliche Richtung.
Muqtada as-Sadr unterstützte wie sein Vater Mohammed Sadiq as-Sadr die Khomeini-freundliche Haltung von Mohammed Baqir as-Sadr nicht. Daher wurde Muqtada as-Sadr kein Dawa-Mitglied, doch ist er heute ein wichtiger Politiker, der sich auf eine eigene Partei und Miliz stützen kann.
Trotz der engen Zusammenarbeit von Dawa-Partei und der radikalen iranischen Führung gab es fundamentale Unterschiede in der Auffassung, wie eine islamische Machtordnung strukturiert sein müsste. Während Khomeinis Gottesstaat ganz auf die Führung religiöser Rechtsgelehrter baute, betonte die Dawa-Partei, dass der rechtmäßige Führer in der islamischen Gesellschaft stets ein ziviler Herrscher (hakim madani) sein müsste.

### Exil und Untergrundaktivität
Mohammed Baqir as-Sadr wurde 1980 zusammen mit seiner Schwester erhängt. Im Zuge der Verfolgung durch das Regime Saddam Husseins wurden tausende seiner Parteigänger ebenfalls getötet und Hunderttausende flohen ins Exil. Darunter As-Sadrs Weggefährte, der Großajatollah Mohammed Baqir al-Hakim, der sich nach Teheran absetzte.
Am 15. Dezember 1981 verübten die al-Dawa einen Selbstmordanschlag mit einer Autobombe auf die irakische Botschaft in Beirut, bei dem 61 Menschen ihr Leben verloren und hundert weitere verletzt wurden.
1982 beging die Organisation ein Attentat auf den irakischen Präsidenten Saddam Hussein. Nachdem dieser Versuch von der irakischen Führung niedergeschlagen worden war, begaben sich die führenden Mitglieder der Partei ins iranische Exil.
1983 erschütterte eine Serie von Bombenattentaten die kuwaitische Hauptstadt Kuwait. Ziele waren unter anderem der Kontrollturm des internationalen Flughafens, ein Industriegebiet, Ministerien sowie die amerikanische und französische Botschaft. Diese Angriffe wurden ebenso der Islamischen Dawa-Partei zugeschrieben, wie der Versuch, den kuwaitischen Emir Scheich Jaber al-Ahmed al-Sabah zu ermorden. Ziel war es, die sich dem Westen öffnende Politik des Landes zu sabotieren.

## Heutiger Einfluss
Nach dem Irak-Krieg 2003 kehrte die Partei als politische Kraft in ihre Heimat zurück und nahm ihren Hauptsitz in der südlich gelegenen Stadt Nasiriyya, die sie seit dieser Zeit regiert und beherrscht.
Nachdem das Parteienbündnis Vereinigte Irakische Allianz, zu dem auch die Dawa-Partei gehört, die Parlamentswahlen gewonnen hatte, wurde der Dawa-Vorsitzende Ibrahim al-Dschafari 2005 anstelle seines Mitbewerbers Ahmad Tschalabi, der seine Bewerbung zurückzog, zum Ministerpräsidenten ernannt. Bereits 2006 wurde Al-Dschafari von seinem Parteifreund Nuri al-Maliki abgelöst.
Nach einigen Unstimmigkeiten verließ die Dawa-Partei unter Führung al-Malikis die Vereinigte Irakische Allianz und gründete die Rechtsstaat-Koalition, welche bei den Regionalwahlen 2009 und Parlamentswahlen 2010 antrat.